# Elimination Chamber 2019

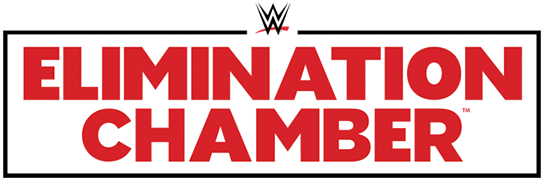
Il logo utilizzato per il WWE Pay-per-view event Elimination Chamber dal 2018

Elimination Chamber 2019 è stata la nona edizione dell'omonimo pay-per-view di wrestling prodotto dalla WWE. L'evento si è svolto il 17 febbraio 2019 al Toyota Center di Houston (Texas).
In questa edizione di Elimination Chamber è stato introdotto un nuovo titolo, il WWE Women's Tag Team Championship.

## Storyline
Nella puntata di Raw del 24 dicembre 2018 il Chairman Vince McMahon, ha annunciato l'introduzione del Women's Tag Team Championship nel 2019. Nella puntata di Raw del 14 gennaio 2019, durante il segmento A Moment of Bliss, Alexa Bliss ha introdotto le cinture di coppia femminili, annunciando che esse verranno assegnate a Elimination Chamber nell'omonimo match, dove a contendersi le cinture ci saranno tre tag team di Raw e tre di SmackDown, facendo intendere che i titoli verranno difesi in entrambi i roster. Nella puntata di Raw del 28 gennaio la Riott Squad (rappresentata da Liv Morgan e Sarah Logan) si è qualificata per l'Elimination Chamber match dopo aver sconfitto Natalya e Dana Brooke; la sera stessa Nia Jax e Tamina hanno sconfitto Alexa Bliss e Mickie James, ottenendo così la qualificazione per l'omonimo match. Nella puntata di Smackdown del 29 gennaio Mandy Rose e Sonya Deville hanno annunciato la loro partecipazione nel match. Il 2 febbraio, la WWE ha annunciato sul proprio profilo Twitter che le  IIconics avrebbero fatto parte del match. Nella puntata di Raw del 4 febbraio la Boss 'n' Hug Connection (Sasha Banks e Bayley) ha sconfitto Alicia Fox e Nikki Cross, ottenendo l'ultimo posto disponibile per lo show rosso. Nella puntata di SmackDown del 5 febbraio Carmella e Naomi sono state annunciate come ultime due partecipanti.
A Royal Rumble, The Miz e Shane McMahon hanno sconfitto i The Bar, conquistando lo SmackDown Tag Team Championship. Nella puntata di SmackDown del 29 gennaio, gli Usos hanno vinto un  Four Corners Tag Team Elimination Match che includeva anche i The Bar, il New Day (Big E e Kofi Kingston) e gli Heavy Machinery, ottenendo così la possibilità di sfidare The Miz e McMahon a Elimination Chamber con in palio i titoli di coppia di SmackDown.
Alla Royal Rumble, Daniel Bryan ha difeso il WWE Championship contro AJ Styles, approfittando dell'inaspettato intervento in suo aiuto di Rowan. Nella puntata di SmackDown del 29 gennaio, Bryan, insieme al suo nuovo alleato, ha introdotto una personale e più "ecologica" versione del WWE Championship, venendo poi interrotto da Styles, Jeff Hardy, Mustafa Ali, Randy Orton e Samoa Joe, ciascuno di loro rivendicando un match titolato. Il COO Triple H ha così indetto un Elimination Chamber match per il titolo per l'omonimo pay-per-view. Nella puntata di SmackDown del 12 febbraio è stato annunciato che Mustafa Ali non potrà più prendere parte alla contesa per colpa di un infortunio, e il suo posto verrà preso da Kofi Kingston.
Nella puntata di 205 Live del 5 febbraio Akira Tozawa ha vinto un Fatal 4-Way Elimination match contro Cedric Alexander, Humberto Carrillo e Lio Rush, conquistando la possibilità di affrontare Buddy Murphy per il Cruiserweight Championship nel Kick-off di Elimination Chamber.
Nella puntata di Raw del 4 febbraio la Raw Women's Champion Ronda Rousey ha sconfitto Liv Morgan e, poco dopo, anche Sarah Logan; al termine dei due incontri, ha sfidato Ruby Riott mettendo in palio il Raw Women's Championship ma la Riott, per salvaguardare le sue compagne sconfitte, si è rifiutata. L'8 febbraio è stato dunque annunciato un match fra la Rousey e la Riott per il Raw Women's Championship per Elimination Chamber.
Poco prima della puntata di Raw dell'11 febbraio sono stati annunciati due match per Elimination Chamber: l'Intercontinental Champion Bobby Lashley e Lio Rush affronteranno Finn Bálor in un 2-on-1 Handicap match con in palio l'Intercontinental Championship di Lashley, mentre Baron Corbin affronterà Braun Strowman in un No Disqualification match.

## Risultati
| #       | Match | Stipulazioni                                                       | Durata |
| ------- | --- | ------------------------------------------------------------------ | ------ |
| Kickoff | Buddy Murphy (c) ha sconfitto Akira Tozawa                                                                                 | Single match per il WWE Cruiserweight Championship                 | 13:25  |
| 1       | La Boss 'N' Hug Connection ha sconfitto Carmella e Naomi, le IIconics, le Fire & Desire, Nia Jax e Tamina e la Riott Squad | Elimination chamber match per il WWE Women's Tag Team Championship | 33:00  |
| 2       | Gli Usos hanno sconfitto The Miz e Shane McMahon (c)                                                                       | Tag team match per il WWE SmackDown Tag Team Championship          | 14:10  |
| 3       | Finn Bálor ha sconfitto Bobby Lashley (c) e Lio Rush                                                                       | Two-on-one handicap match per il WWE Intercontinental Championship | 09:30  |
| 4       | Ronda Rousey (c) ha sconfitto Ruby Riott per sottomissione                                                                 | Single match per il WWE Raw Women's Championship                   | 01:40  |
| 5       | Baron Corbin ha sconfitto Braun Strowman                                                                                   | No-disqualification match                                          | 10:50  |
| 6       | Daniel Bryan (c) ha sconfitto AJ Styles, Jeff Hardy, Kofi Kingston, Randy Orton e Samoa Joe                                | Elimination chamber match per il WWE Championship                  | 36:40  |

### Tag team elimination chamber match
Il rosso indica le superstar di Raw, il blu indica le superstar di SmackDown.
| N° eliminazione | Wrestler                               | N° ingresso | Eliminate da                                    | Tempo |
| --------------- | -------------------------------------- | ----------- | ----------------------------------------------- | ----- |
| 1°              | Carmella e Naomi                       | 5°          | The IIconics                                    | 17:10 |
| 2°              | IIconics                               | 4°          | Nia Jax e Tamina                                | 20:15 |
| 3°              | Riott Squad (Liv Morgan e Sarah Logan) | 3°          | Nia Jax e Tamina                                | 25:05 |
| 4°              | Nia Jax e Tamina                       | 6°          | Sasha Banks, Bayley, Mandy Rose e Sonya Deville | 27:05 |
| 5°              | Mandy Rose e Sonya Deville             | 2°          | Bayley e Sasha Banks                            | 33:00 |
| Vincitrici      | The Boss 'N' Hug Connection            | 1°          | —                                               | 33:00 |

### Elimination chamber match
| N° eliminazione | Wrestler         | N° ingresso | Eliminato da  | Tempo |
| --------------- | ---------------- | ----------- | ------------- | ----- |
| 1°              | Samoa Joe        | 2°          | AJ Styles     | 14:35 |
| 2°              | Jeff Hardy       | 5°          | Daniel Bryan  | 18:00 |
| 3°              | AJ Styles        | 4°          | Randy Orton   | 22:25 |
| 4°              | Randy Orton      | 6°          | Kofi Kingston | 24:05 |
| 5°              | Kofi Kingston    | 3°          | Daniel Bryan  | 36:40 |
| Vincitore       | Daniel Bryan (c) | 1°          | —             | 36:40 |